# Little Wing
Little Wing е песен написана от Джими Хендрикс, издадена в албума Axis: Bold as Love на групата The Jimi Hendrix Experience през 1967 година. Песента е една от най-известните му произведения, изпълнявана от редица музиканти през годините.
Структурата на песента е уникална, а солото е винаги удължавано по време на изпълненията на живо (които са само 8 на брой). Джими Хендрикс написва оригиналния вариант на песента под името Fox още през 1963 година заедно с Лони Йънгблъд. Little Wing е една от песните в страна първа на албума, който Хендрикс забравя на задната седалка на едно такси преди записването му. В интервю признава, че песента е една малкото, които му харесват, защото писането на балади му доставя удоволствие. Песента е вдъхновена от атмосферата на Monterey Pop Festival, в който The Jimi Hendrix Experience взема участие през 1967 година.